# Zwierzyniec (województwo lubuskie)
Zwierzyniec – wieś w Polsce położona w województwie lubuskim, w powiecie nowosolskim, w gminie Siedlisko.
W latach 1975–1998 miejscowość należała administracyjnie do województwa zielonogórskiego.